# Berta eccimena
Berta eccimena là một loài bướm đêm trong họ Geometridae.